# Vysílač Mária Magdaléna
Vysílač Mária Magdaléna (297 m n. m.) je rozhlasový vysílač, který se nachází na Záhoří u obce Borský Mikuláš. Stojí asi 400 m východně od vysílače Dubník.
Ocelová konstrukce vysílače je vysoká 50 metrů a nachází se na vrchu Mária Magdaléna, jižně od obce Borský Mikuláš. Signálem pokrývá oblast Záhoří a navazuje na vysílače Kamzík a Velká Javorina.

## FM vysílače[1]
| frekvence [MHz] | program     | ERP  | polarizace   |
| --------------- | ----------- | ---- | ------------ |
| 95,6            | rádio Devín | 1 kW | horizontální |
| 102,8           | rádio FM    | 1 kW | horizontální |